# Olimpia Pallavolo 2019-2020
Questa voce raccoglie le informazioni riguardanti l'Olimpia Pallavolo nelle competizioni ufficiali della stagione 2019-2020.

## Stagione
La stagione 2019-20 è per l'Olimpia Pallavolo la decima in Serie A2. In panchina viene confermato Alessandro Spanakis: nella rosa vengono confermati alcuni giocatori dall'annata passata come Fernando Garnica, Alex Erati e Antonio Cargioli, mentre tra i nuovi acquisti quelli di Dore Della Lunga, Wagner da Silva e Alessandro Preti e tra le cessioni quelle di Yuri Romanò, Andrea Franzoni e Dmitrij Shavrak.
Il campionato si apre con la vittoria contro la Rinascita Lagonegro, seguita poi dalla sconfitta in casa della Peimar: dopo un nuovo successo e due gare perse di fila, la squadra di Bergamo vince tutte le partite disputate nel girone di andata, eccetto una sola, alla decima giornata, sconfitta dal Mondovì, chiudendo al quinto posto in classifica, utile per qualificarsi alla Coppa Italia di Serie A2/A3. Il girone di ritorno conferma il trend positivo, e l'Olimpia Bergamo vince tutte le gare disputate fino a quando il campionato viene prima sospeso e poi definitivamente interrotto a causa del diffondersi in Italia della pandemia di COVID-19: al momento dell'interruzione la squadra stazionava al secondo posto in classifica.
Grazie al quinto posto in classifica al termine del girone di andata l'Olimpia Bergamo partecipa alla Coppa Italia di Serie A2/A3: supera nei quarti di finale la New Mater, in semifinale l'Emma Villas, per poi vincere definitivamente il trofeo battendo in finale l'Atlantide Brescia.

## Organigramma societario
Area direttiva
- Presidente: Nicola Caloni
- Amministratore delegato: Angelo Agnelli

Area organizzativa
- Direttore sportivo: Vito Insalata
- Segreteria amministrativa: Linda Stevanato

Area tecnica
- Allenatore: Alessandro Spanakis
- Allenatore in seconda: Daniele Busi
- Scout man: Federico Bigoni

Area comunicazione
- Ufficio stampa: Samanta Ranaboldo

Area sanitaria
- Responsabile staff medico: Gianluca Cotroneo
- Medico: Maurizio Mura
- Fisioterapista: Elvira Avallone
- Preparatore atletico: Roberto Benis
- Assistente preparatore atletico: Nicola Gibellini

## Rosa
| N° | Nome                 | Ruolo | Data di nascita | Nazionalità sportiva |
| -- | -------------------- | ----- | --------------- | -------------------- |
| 1  | Alex Erati           | C     | 24 giugno 1994  | Italia               |
| 3  | Antonio Cargioli     | C     | 5 novembre 1994 | Italia               |
| 4  | Nicola Zonta         | P     | 15 maggio 2000  | Italia               |
| 5  | Nicola Tiozzo        | S     | 26 maggio 1993  | Italia               |
| 6  | Dore Della Lunga     | S     | 25 luglio 1984  | Italia               |
| 7  | Pasquale Fusco       | L     | 14 gennaio 1997 | Italia               |
| 8  | Alessandro Saturnino | L     | 3 gennaio 1996  | Italia               |
| 9  | Paolo Battaglia      | S     | 26 giugno 1998  | Italia               |
| 10 | Wagner da Silva      | O     | 29 aprile 1993  | Brasile              |
| 11 | Fernando Garnica     | P     | 19 luglio 1980  | Italia               |
| 12 | Giorgio Gritti       | S     | 9 gennaio 2000  | Italia               |
| 14 | Alessandro Preti     | S     | 7 agosto 1992   | Italia               |
| 15 | Gianluca Signorelli  | C     | 19 luglio 1991  | Italia               |
| 17 | Paolo Alborghetti    | C     | 23 aprile 1987  | Italia               |

## Mercato
| Acquisti | Acquisti             | Acquisti           | Acquisti   |
| R.       | Nome                 | da                 | Modalità   |
| -------- | -------------------- | ------------------ | ---------- |
| C        | Paolo Alborghetti    | Cuneo              | definitivo |
| S        | Paolo Battaglia      | Callipo            | definitivo |
| O        | Wagner da Silva      | Lupi Santa Croce   | definitivo |
| S        | Dore Della Lunga     | Sir Safety Perugia | definitivo |
| L        | Pasquale Fusco       | Mondovì            | definitivo |
| S        | Alessandro Preti     | Libertas Brianza   | definitivo |
| L        | Alessandro Saturnino | Franco Tigano      | definitivo |
| C        | Gianluca Signorelli  | inattivo           | definitivo |
| P        | Nicola Zonta         | Club Italia        | definitivo |

| Cessioni | Cessioni            | Cessioni          | Cessioni   |
| R.       | Nome                | a                 | Modalità   |
| -------- | ------------------- | ----------------- | ---------- |
| C        | Massimiliano Cioffi | Team Club         | definitivo |
| P        | Andrea Cogliati     | Scanzorosciate    | definitivo |
| S        | Mirco Cristofaletti | Team Club         | definitivo |
| L        | Andrea Franzoni     | Atlantide Brescia | definitivo |
| L        | Luca Innocenti      | Grassobbio        | definitivo |
| C        | Manuel Marzorati    | ?                 | definitivo |
| S        | Yuri Romanò         | Emma Villas       | definitivo |
| S        | Felice Sette        | GIS Ottaviano     | definitivo |
| S        | Dmitrij Shavrak     | Shabab Al-Ahli    | definitivo |

## Risultati

### Serie A2

#### Girone di andata
| 1ª giornata - 20 ottobre 2019 Palazzetto dello sport, Bergamo    | Olimpia Bergamo  | 3 - 1 | Rinascita Lagonegro | 20-25, 25-21, 25-22, 28-26        |
| 2ª giornata - 27 ottobre 2019 PalaParenti, Santa Croce sull'Arno | Peimar           | 3 - 1 | Olimpia Bergamo     | 23-25, 25-20, 28-26, 25-20        |
| 3ª giornata - 3 novembre 2019 Palazzetto dello sport, Bergamo    | Olimpia Bergamo  | 3 - 2 | Materdomini         | 25-22, 26-28, 25-18, 23-25, 15-7  |
| 4ª giornata - 10 novembre 2019 Palazzetto dello sport, Bergamo   | Olimpia Bergamo  | 1 - 3 | Emma Villas         | 25-20, 28-30, 20-25, 24-26        |
| 5ª giornata - 3 dicembre 2019 Palasport Comunale, Ortona         | Impavida Ortona  | 3 - 0 | Olimpia Bergamo     | 25-15, 25-23, 27-25               |
| 6ª giornata - 24 novembre 2019 Palazzetto dello sport, Bergamo   | Olimpia Bergamo  | 3 - 1 | New Mater           | 25-21, 25-20, 23-25, 26-24        |
| 7ª giornata - 1º dicembre 2019 PalaBigi, Reggio Emilia           | Tricolore        | 0 - 3 | Olimpia Bergamo     | 21-25, 19-25, 22-25               |
| 8ª giornata - 7 dicembre 2019 Palazzetto dello sport, Bergamo    | Olimpia Bergamo  | 3 - 0 | Lupi Santa Croce    | 33-31, 25-22, 25-21               |
| 9ª giornata - 15 dicembre 2019 PalaParini, Cantù                 | Libertas Brianza | 1 - 3 | Olimpia Bergamo     | 23-25, 33-31, 20-25, 19-25        |
| 10ª giornata - 22 dicembre 2019 PalaManera, Mondovì              | Mondovì          | 3 - 2 | Olimpia Bergamo     | 15-25, 27-25, 18-25, 27-25, 15-11 |
| 11ª giornata - 26 dicembre 2019 Palazzetto dello sport, Bergamo  | Olimpia Bergamo  | 3 - 2 | Atlantide Brescia   | 20-25, 15-25, 33-31, 25-13, 15-9  |

#### Girone di ritorno
| 12ª giornata - 5 gennaio 2020 PalaCorigliano, Corigliano-Rossano | Rinascita Lagonegro | 2 - 3 | Olimpia Bergamo  | 14-25, 25-20, 19-25, 25-23, 14-16 |
| 13ª giornata - 11 gennaio 2020 Palazzetto dello sport, Bergamo   | Olimpia Bergamo     | 3 - 2 | Peimar           | 22-25, 23-25, 25-22, 25-19, 15-9  |
| 14ª giornata - 19 gennaio 2020 PalaGrotte, Castellana Grotte     | Materdomini         | 1 - 3 | Olimpia Bergamo  | 19-25, 21-25, 25-21, 21-25        |
| 15ª giornata - 26 gennaio 2020 PalaMensSana, Siena               | Emma Villas         | 1 - 3 | Olimpia Bergamo  | 24-26, 23-25, 25-23, 13-25        |
| 16ª giornata - 1º febbraio 2020 Palazzetto dello sport, Bergamo  | Olimpia Bergamo     | 3 - 1 | Impavida Ortona  | 20-25, 26-24, 25-19, 25-22        |
| 17ª giornata - 9 febbraio 2020 PalaGrotte, Castellana Grotte     | New Mater           | 0 - 3 | Olimpia Bergamo  | 23-25, 22-25, 21-25               |
| 18ª giornata - 16 febbraio 2020 Palazzetto dello sport, Bergamo  | Olimpia Bergamo     | 3 - 0 | Tricolore        | 25-21, 25-15, 25-14               |
| 19ª giornata - 1º marzo 2020 PalaParenti, Santa Croce sull'Arno  | Lupi Santa Croce    | -     | Olimpia Bergamo  | annullata                         |
| 20ª giornata - 8 marzo 2020 Palazzetto dello sport, Bergamo      | Olimpia Bergamo     | -     | Libertas Brianza | annullata                         |
| 21ª giornata - 15 marzo 2020 Palazzetto dello sport, Bergamo     | Olimpia Bergamo     | -     | Mondovì          | annullata                         |
| 22ª giornata - 22 marzo 2020 PalaSanFilippo, Brescia             | Atlantide Brescia   | -     | Olimpia Bergamo  | annullata                         |

### Coppa Italia di Serie A2/A3

#### Fase a eliminazione diretta
| Quarti di finale - 15 gennaio 2020 PalaGrotte, Castellana Grotte | New Mater       | 0 - 3 | Olimpia Bergamo   | 23-25, 17-25, 20-25               |
| Semifinali - 29 gennaio 2020 PalaMensSana, Siena                 | Emma Villas     | 2 - 3 | Olimpia Bergamo   | 24-26, 25-21, 22-25, 26-24, 17-19 |
| Finale - 23 febbraio 2020 Unipol Arena, Casalecchio di Reno      | Olimpia Bergamo | 3 - 2 | Atlantide Brescia | 25-21, 22-25, 25-21, 25-27, 15-13 |

## Statistiche

### Statistiche di squadra
| Competizione                | Punti | In casa | In casa | In casa | In trasferta | In trasferta | In trasferta | Totale | Totale | Totale |
| Competizione                | Punti | G       | V       | P       | G            | V            | P            | G      | V      | P      |
| --------------------------- | ----- | ------- | ------- | ------- | ------------ | ------------ | ------------ | ------ | ------ | ------ |
| Serie A2                    | 39    | 18      | 14      | 4       | 9            | 8            | 1            | 9      | 6      | 3      |
| Coppa Italia di Serie A2/A3 | -     | -       | -       | -       | 2            | 2            | 0            | 3      | 3      | 0      |
| Totale                      | -     | 18      | 14      | 4       | 11           | 10           | 1            | 12     | 9      | 3      |

G = partite giocate; V = partite vinte; P = partite perse

### Statistiche dei giocatori
| Giocatore      | Serie A2 | Serie A2 | Serie A2 | Serie A2 | Serie A2 | Coppa Italia di Serie A2/A3 | Coppa Italia di Serie A2/A3 | Coppa Italia di Serie A2/A3 | Coppa Italia di Serie A2/A3 | Coppa Italia di Serie A2/A3 | Totale | Totale | Totale | Totale | Totale |
| Giocatore      | P        | PT       | AV       | MV       | BV       | P                           | PT                          | AV                          | MV                          | BV                          | P      | PT     | AV     | MV     | BV     |
| -------------- | -------- | -------- | -------- | -------- | -------- | --------------------------- | --------------------------- | --------------------------- | --------------------------- | --------------------------- | ------ | ------ | ------ | ------ | ------ |
| P. Alborghetti | 7        | 32       | 26       | 4        | 2        | 0                           | 0                           | 0                           | 0                           | 0                           | 7      | 32     | 26     | 4      | 2      |
| P. Battaglia   | 2        | 0        | 0        | 0        | 0        | 0                           | 0                           | 0                           | 0                           | 0                           | 2      | 0      | 0      | 0      | 0      |
| A. Cargioli    | 11       | 118      | 88       | 28       | 2        | 3                           | 22                          | 17                          | 4                           | 1                           | 14     | 140    | 105    | 32     | 3      |
| W. da Silva    | 18       | 352      | 297      | 24       | 31       | 3                           | 65                          | 52                          | 4                           | 9                           | 21     | 417    | 349    | 28     | 40     |
| D. Della Lunga | 18       | 244      | 195      | 12       | 37       | 3                           | 50                          | 41                          | 1                           | 8                           | 21     | 294    | 236    | 13     | 45     |
| A. Erati       | 13       | 110      | 82       | 25       | 3        | 1                           | 2                           | 1                           | 1                           | 0                           | 14     | 112    | 83     | 26     | 3      |
| P. Fusco       | 18       | 0        | 0        | 0        | 0        | 3                           | 0                           | 0                           | 0                           | 0                           | 21     | 0      | 0      | 0      | 0      |
| F. Garnica     | 18       | 48       | 22       | 11       | 15       | 3                           | 14                          | 5                           | 4                           | 5                           | 21     | 62     | 27     | 15     | 20     |
| G. Gritti      | 17       | 2        | 0        | 0        | 2        | 3                           | 0                           | 0                           | 0                           | 0                           | 20     | 2      | 0      | 0      | 2      |
| A. Preti       | 16       | 140      | 125      | 7        | 8        | 1                           | 5                           | 4                           | 0                           | 1                           | 17     | 145    | 129    | 7      | 9      |
| A. Saturnino   | 6        | 0        | 0        | 0        | 0        | 0                           | 0                           | 0                           | 0                           | 0                           | 6      | 0      | 0      | 0      | 0      |
| G. Signorelli  | 7        | 31       | 25       | 5        | 1        | 3                           | 25                          | 17                          | 8                           | 0                           | 10     | 56     | 42     | 13     | 1      |
| N. Tiozzo      | 15       | 168      | 150      | 14       | 4        | 3                           | 35                          | 33                          | 2                           | 0                           | 18     | 203    | 183    | 16     | 4      |
| N. Zonta       | 17       | 3        | 0        | 0        | 3        | 3                           | 1                           | 0                           | 0                           | 1                           | 20     | 4      | 0      | 0      | 4      |

P = presenze; PT = punti totali; AV = attacchi vincenti; MV = muri vincenti; BV = battute vincenti